# Đại gia đầu sỏ
Đại gia đầu sỏ (tiếng Ukraina: бізнес-олігарх), thường chỉ đến giới tài phiệt Đông Âu, về đại thể là một trùm tư bản vốn kiểm soát đủ các nguồn tài nguyên tạo ảnh hưởng đến nền chính trị quốc gia. Lãnh đạo doanh nghiệp được coi là đại gia đầu sỏ nếu thỏa mãn những điều kiện sau:
1. sử dụng thủ đoạn độc quyền nhằm chi phối một ngành kinh tế;
2. sở hữu quyền lực chính trị vừa đủ để thúc đẩy quyền lợi của riêng mình;
3. kiểm soát rất nhiều doanh nghiệp vốn điều phối mạnh mẽ các hoạt động kinh doanh của họ.[2]

Nói một cách khái quát hơn thì đầu sỏ kinh doanh là một "thành viên của chế độ quyền lực tập trung; tức là bộ phận của một nhóm thiểu số nắm giữ quyền lực trong một quốc gia".